# 누마타 유이치
누마타 유이치(1924년 7월 19일 ~ 2006년 4월 29일)는 일본의 영화 배우이자 감독이다. 1949년부터 2001년까지 활동하며 27개의 작품에 출연했다.

## 주요 필모그래피
- 폭풍 속의 어머니 (1950)
- 지옥 (1960)
- 링 (1998)
- 프린세스 블레이드 (2001)